# دودکانسا
دودکانس (به یونانی: Νομός Δωδεκανήσου) مجموعه ای از جزیره ها از خاک یونان باستان و در نزدیکی خاک ترکیه است که پیش از جنگ جهانی اول توسط ایتالیا از عثمانی منتزع شد و بعدتر به دولت یونان تعلق گرفت. دودکانس ۲۰۰٬۴۵۲ نفر جمعیت دارد.
دودکانس (به یونانی: Δωδεκάνησα، دودکانیسه، به‌معنای «دوازده جزیره») مجموعه‌ای متشکل از ۱۵ جزیرهٔ بزرگ و ۱۵۰ جزیرهٔ کوچک یونانی در جنوب‌شرق دریای اژه و مدیترانه شرقی، در نزدیکی سواحل آناتولی است که از میان آن‌ها ۲۶ جزیره دارای سکنه‌اند. این مجموعه جزایر معمولاً مرز شرقی دریای کرت را مشخص می‌کند و بخشی از مجموعهٔ گسترده‌تر اسپوراد جنوبی به‌شمار می‌رود.
رودس از دوران باستان تا امروز مهم‌ترین جزیرهٔ منطقه بوده است. از میان دیگر جزایر، کوس و پاتموس از نظر تاریخی بیشترین اهمیت را دارند؛ ۱۲ جزیرهٔ دیگر عبارت‌اند از آگاتونسی، آستپالیا، خالکی، کالیمناس، کارپاتوس، کاسوس، لیپسوی، لروس، نیسیروس، سیمی، تیلوس و مگیستی. سایر جزایر این زنجیره شامل آلیمیا، آرکوی، فارماکونسی، جیالی، کیناروس، لِویتا، ماراتوس، نیماس، پسری‌موس، ساریا، استرونگیلی و سیرنا هستند.

## نام
نام «دودکانس» (شکل کهن: ἡ Δωδεκάνησος؛ شکل امروزی: τα Δωδεκάνησα) به‌معنای «دوازده جزیره» امروزه به گروه جزایری در جنوب‌شرق دریای اژه اطلاق می‌شود که شامل ۱۵ جزیرهٔ اصلی (آگاتونسی، آستپالیا، خالکی، کالیمناس، کارپاتوس، کاسوس، کاستلوریزو، کوس، لیپسوی، لروس، نیسیروس، پاتموس، رودس، سیمی و تیلوس) و ۹۳ جزیرهٔ کوچک‌تر است. در دوران باستان، این جزایر بخشی از گروهی بودند که با نام «اسپوراد جنوبی» شناخته می‌شدند.
اصطلاح Dōdekanēsos نخستین‌بار در منابع دورهٔ بیزانس در سدهٔ هشتم میلادی دیده می‌شود و به‌عنوان یک فرماندهی دریایی تحت امر یک دروگاروس بخش‌هایی از جنوب اژه را دربر می‌گرفت که بعدها به تم ساموس بدل شد. در آن زمان، این نام به گروه فعلی جزایر اطلاق نمی‌شد، بلکه به ۱۲ جزیره از سیکلدها در اطراف دیلوس گفته می‌شد. این اصطلاح احتمالاً بسیار کهن‌تر است و برخی پژوهشگران آن را با اشاره استرابو به دوازده جزیرهٔ اولیهٔ سیکلدها مرتبط می‌دانند. این کاربرد تا قرون میانه ادامه یافت و تا سدهٔ هجدهم میلادی همچنان برای سیکلدها در زبان رایج و آثار علمی یونانی به کار می‌رفت.
انتقال این نام به مجموعهٔ کنونی ریشه در دورهٔ امپراتوری عثمانی دارد. پس از محاصره رودس (۱۵۲۲) و فتح جزایر تحت کنترل شوالیه‌های هوسپیتالر، دو جزیرهٔ بزرگ رودس و کوس تحت حکومت مستقیم عثمانی درآمدند، اما دیگر جزایر (که معمولاً ۱۲ جزیرهٔ اصلی نامیده می‌شدند) از امتیازات گسترده‌ای در زمینهٔ مالیات و خودگردانی برخوردار بودند. این امتیازات پس از ۱۸۶۹ و در جریان اصلاحات تنظیمات رو به کاهش گذاشت و سرانجام با روی کار آمدن ترکان جوان در ۱۹۰۸ به‌طور کامل لغو شد.
در همین زمان، مطبوعات پادشاهی یونان برای اشاره به این ۱۲ جزیرهٔ دارای امتیاز از اصطلاح «دودکانس» استفاده کردند. در ۱۹۱۲، بیشتر اسپوراد جنوبی به‌جز ایکاریا و کاستلوریزو در جنگ ایتالیایی-عثمانی به تصرف ایتالیا درآمد. به‌جای این دو جزیره، کوس و رودس در فهرست قرار گرفتند و تعداد جزایر اصلی تحت کنترل ایتالیا دوباره به ۱۲ رسید. این اصطلاح با نام رسمی ایتالیایی «رودس و دودکانس» تثبیت شد.
تا ۱۹۲۰، این نام برای کل مجموعهٔ جزایر تثبیت شد و با وجود تلاش موسولینی برای جایگزینی آن با عنوان «جزایر ایتالیایی اژه»، این اصطلاح همچنان در خارج از ادارات ایتالیایی رواج یافت. سرانجام این جزایر در پیمان صلح پاریس (۱۹۴۷) به یونان ملحق شدند و به‌عنوان «استان دودکانس» شناخته شدند.

## جغرافیا

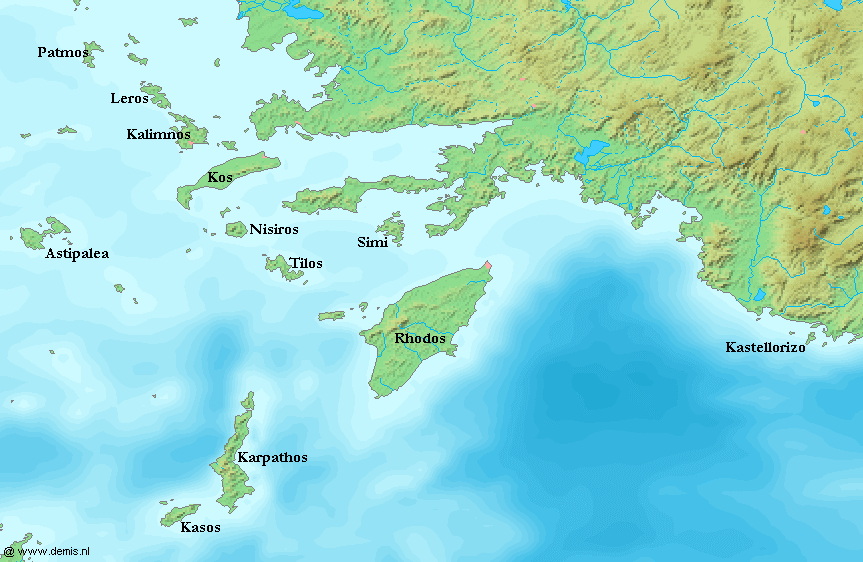
نقشه جزایر دودکانس

دودکانس در جنوب‌شرق دریای اژه واقع شده و از شرق با ترکیه، از جنوب‌غرب با کرت و از غرب با سیکلدها هم‌مرز است.
دودکانس مجموعه‌ای از ۱۵ جزیرهٔ بزرگ و حدود ۱۵۰ جزیرهٔ کوچک یونانی است که در جنوب‌شرق دریای اژه و شمال‌شرقی مدیترانه، در مقابل سواحل آناتولی واقع شده‌اند؛ از میان آن‌ها ۲۶ جزیره دارای سکنه‌اند و این مجموعه مرز شرقی دریای کرت را تشکیل می‌دهد  . این جزایر بخشی از گروه بزرگ‌تر جزایر «اسپوراد جنوبی» هستند .
مساحت کل دودکانس حدود ۲٬۷۱۴ کیلومتر مربع است  . مناظر این جزیزه‌ها متنوع‌اند، شامل زمین‌های سنگی و کم‌بهره، دشت‌های ساحلی نسبتاً حاصل‌خیز، سواحل صخره‌ای، برجسته و نیز سواحل شنی طولانی . از نظر زمین‌شناسی، این جزایر در یکی از فعال‌ترین مناطق تکتونیکی به نام «قوس هلنی» قرار دارند که رشته‌کوه‌هایی زیرآبی و رویه‌ای را شکل داده‌اند که دودکانس جزئی از آن هستند .
| رتبه | جزیره               | نقشه                       | مساحت (کیلومتر مربع) | جمعیت (سرشماری ۲۰۲۱) | توضیحات مختصر                                                                                      |
| ---- | ------------------- | -------------------------- | -------------------- | -------------------- | -------------------------------------------------------------------------------------------------- |
| ۱    | رودس                |                            | ۱۴۰۰٫۷               | ۱۲۷٬۶۱۳              | بزرگ‌ترین و پرجمعیت‌ترین جزیره دودکانس؛ مرکز تاریخی و فرهنگی با میراث شوالیه‌ها و شهر قدیم ثبت جهانی. |
| ۲    | کوس                 |                            | ۲۹۵٫۳                | ۳۷٬۰۸۹               | سومین جزیره بزرگ دودکانس و دومین جزیره پرجمعیت؛ زادگاه هیپوکراتس با فعالیت‌ها و میراث پزشکی برجسته. |
| ۳    | کالیمناس            |                            | ۱۳۴٫۵                | ۱۷٬۷۵۲               | سومین جزیره پرجمعیت دودکانس؛ مرکز اقتصادی و غواصی اسفنج با تراکم فرهنگی و اقتصادی بالا.            |
| ۴    | لروس                |                            | ۷۴٫۱۷                | ۷٬۹۹۲                | جزیره‌ای با تاریخ جنگ جهانی دوم و مناظر طبیعی چشم‌نواز و جمعیت شهری مشخص.                            |
| ۵    | کارپاتوس            |                            | ۳۰۶                  | ۷٬۷۷۰                | از جزایر کوهستانی با طبیعت بکر، قدمت تاریخی و سکونت‌های سنتی.                                       |
| ۶    | سیمی                | پرونده:Symi-map.png        | ۶۳٫۶                 | ۶٬۱۹۵                | جزیره‌ای کوچک با معماری نئوکلاسیک و جذابیت گردشگری؛ محبوب بین بازدیدکنندگان.                        |
| ۷    | پاتموس              | پرونده:Patmos-map.png      | ۵۷٫۱                 | ۳٬۱۸۴                | جزیره زیارتی مشهور، محل نگارش کتاب مکاشفه و مقصدی مهم برای زیارت مسیحیان.                          |
| ۸    | نیسیروس             | پرونده:Nisyros-map.png     | ۴۸                   | ۳٬۳۹۱                | جزیرهٔ آتشفشانی با چشم‌اندازهای طبیعی مانند کالیدرا و موقعیت گردشگری خاص.                            |
| ۹    | کاسوس               | پرونده:Kasos-map.png       | ۶۹٫۴                 | ۱٬۸۹۰                | کم‌جمعیت‌ترین جزیره با سبک زندگی روستایی و طبیعت آرام.                                               |
| ۱۰   | آستپالیا            | پرونده:Astypalaia-map.png  | ۱۱۳٫۶                | ۲٬۰۰۶                | جزیره‌ای دارای مناظر زیبا و قدمت تاریخی با جمعیت محدود.                                             |
| ۱۱   | مگیستی (کاستلوریزو) | پرونده:Castelrosso-map.png | ۱۱٫۵                 | ۲٬۲۳۸                | کوچک‌ترین جزیرهٔ اصلی دودکانس، واقع در فاصله‌ای کم از ترکیه.                                          |
| ۱۲   | تیلوس               | پرونده:Tilos-map.png       | ۶۴٫۳                 | ۱٬۲۱۵                | جزیره‌ای آرام با تنوع زیستی بالا؛ زیستگاه گونه‌های گیاهی و جانوری کمیاب.                             |
| ۱۳   | خالکی               | پرونده:Halki-map.png       | ۳۰٫۳                 | ۱٬۴۶۱                | جزیره‌ای کم‌جمعیت نزدیک رودس با معماری سنتی و فضای طبیعی زیبا.                                       |
| ۱۴   | لیپسوی              | پرونده:Lipsi-map.png       | ۱۷٫۴                 | ۹۷۷                  | جزیره‌ای کوچک و آرام با فرهنگ محلی گرم و مناظر دلپذیر.                                              |
| ۱۵   | آگاتونسی            | پرونده:Agathonisi-map.png  | —                    | —                    | بسیار کوچک و با جمعیت بسیار اندک؛ کمتر شناخته‌شده اما دارای جذابیت‌های طبیعی منحصربه‌فرد.             |

=

## اقلیم =
بیشتر جزایر دودکانس دارای اقلیم مدیترانه‌ای تابستان‌گرم هستند (Csa در طبقه‌بندی اقلیمی کوپن). جزایر کارپاتوس، کاسوس و نیسیروس اقلیم نیمه‌خشک گرم (BSh) با زمستان‌های معتدل و تابستان‌های گرم دارند. بندر رودس، کاسوس، کارپاتوس و کاستلوریزو از ملایم‌ترین زمستان‌های اروپا را ثبت کرده‌اند. جنوب‌شرق رودس اقلیمی به‌مراتب گرم‌تر دارد و لیندوس با میانگین دمای سالانهٔ حدود ۲۲٫۰ درجه سلسیوس (۷۱٫۶ درجه فارنهایت)، گرم‌ترین نقطهٔ یونان به‌شمار می‌آید. همچنین بر اساس داده‌های سازمان ملی هواشناسی یونان، جنوب‌شرق رودس با بیش از ۳٬۱۰۰ ساعت آفتاب در سال، بیشترین میانگین تابش خورشید را در یونان دارد.